# SciPy
SciPy è una libreria open source di algoritmi e strumenti matematici per il linguaggio di programmazione Python che uscì dalla collezione originale di moduli d'estensione Multipack per Python di Travis Oliphant del 1999
Contiene moduli per l'ottimizzazione, per l'algebra lineare, l'integrazione, funzioni speciali, FFT, elaborazione di segnali ed immagini, solver ODE e altri strumenti comuni nelle scienze e nell'ingegneria. Trova utilizzo in quei programmatori che usano anche MATLAB, Gnu Octave e Scilab.
SciPy è sotto licenza BSD e il suo sviluppo è portato avanti da una comunità di sviluppatori.
Pacchetti disponibili:
- constants: costanti fisiche e fattori di conversione (dalla versione 0.7.0[1])
- cluster: raggruppamento gerarchico, quantizzazione vettoriale, K-means
- fftpack: algoritmi della trasformata discreta di Fourier
- integrate:funzioni di integrazione numerica
- interpolate: strumenti di interpolazione
- io: ingresso e uscita dati
- lib: wrapper Python per librerie esterne
- linalg: funzioni di algebra lineare
- misc: utilità varie (e.g. image reading/writing)
- optimize: algoritmi di ottimizzazione, inclusa la programmazione lineare
- signal: Elaborazione del segnale
- sparse: matrice sparsa e algoritmi correlati
- spatial: alberi KD, vicini più vicini, funzioni di distanza
- special: funzioni speciali
- stats: funzioni statistiche
- weave: strumento per scrivere codice C/C++ come stringhe multiline Python